# محمد خمیس (بازیکن فوتبال، زاده ۱۹۷۶)
محمد خمیس (عربی: محمد خميس صالح؛ زادهٔ ۱۱ مارس ۱۹۷۶) یک بازیکن فوتبال اهل امارات متحده عربی است.